# Ісаков Василь Іванович
Василь Іванович Ісаков (нар. 1898, село Надеждине, тепер Близнюківського району Харківської області — 3 червня 1959, смт. Пісочин Харківського району Харківської області) — український радянський діяч, голова колгоспу імені Шевченка Харківського району Харківської області. Депутат Верховної Ради СРСР 4—5-го скликань (у 1955—1959 роках).

## Біографія
Народився в бідній селянській родині. З дитячих років наймитував у заможних селян. У 1928 році вступив до колгоспу «Краще життя» села Надеждине Близнюківського району Харківщини.
У 1929—1933 роках — голова Надеждинської сільської ради, голова Софіївської сільської ради Близнюківського району Харківської області. У 1933—1934 роках — голова колгоспу «КІМ» Близнюківського району Харківської області.
З 1934 року навчався на робітничому факультеті, а потім у Харківському сільськогосподарському інституті.
Член ВКП(б) з 1939 року.
До 1941 року — вчитель Софіївської семирічної школи Близнюківського району Харківської області.
Під час німецько-радянської війни перебував у евакуації. У 1941—1944 роках — голова виконавчого комітету Осинівської сільської ради Красноярського району Саратовської області РРФСР. У 1944 році повернувся на Харківщину.
З 1944 по 1959 рік — голова колгоспу імені Шевченка селища Пісочин Харківського району Харківської області.
Помер 3 червня 1959 року після важкої тривалої хвороби.

## Нагороди
- орден Леніна (26.02.1958)
- орден Трудового Червоного Прапора
- медалі